# Gőték

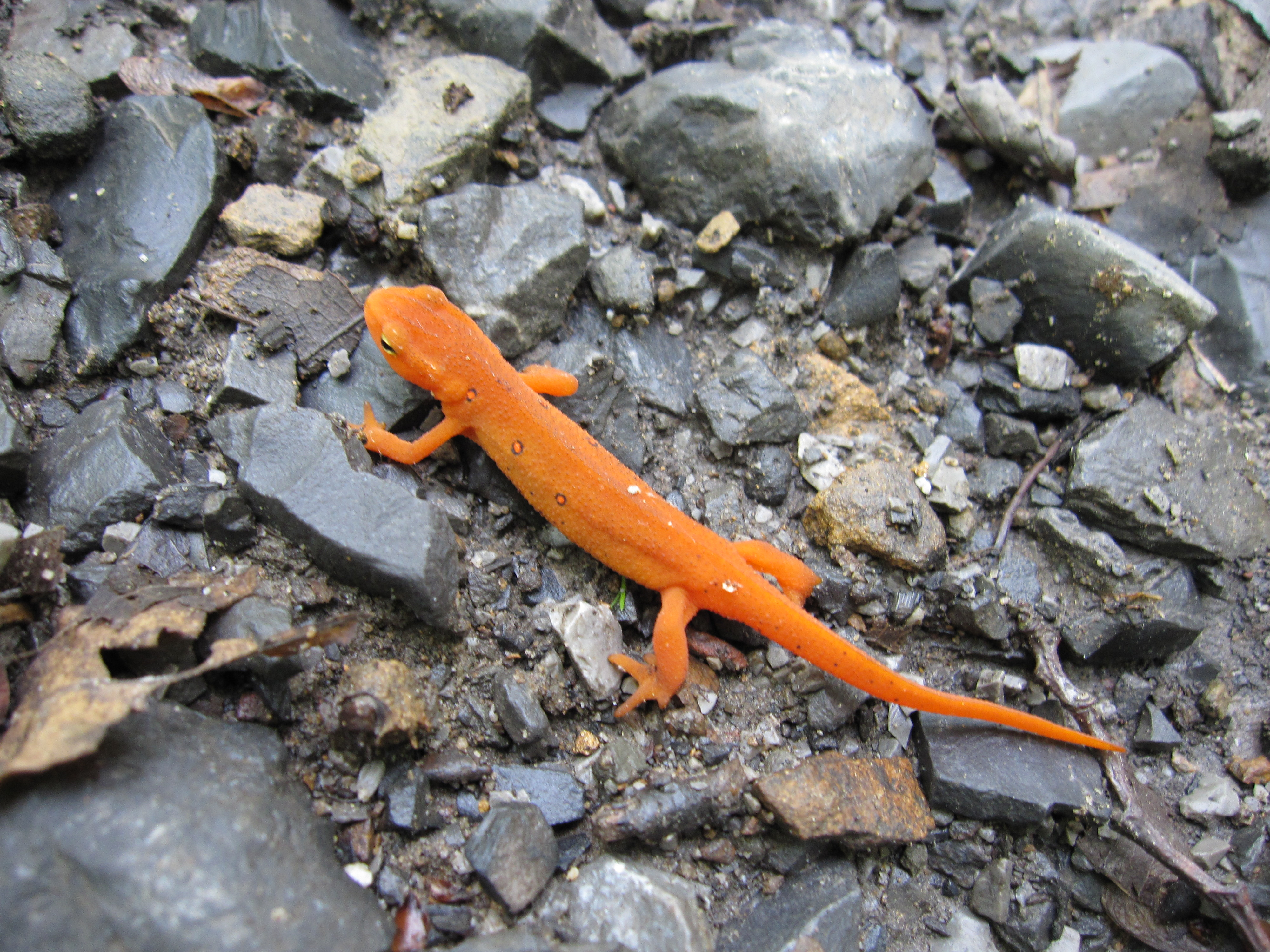
Keleti gőte (Notophthalmus viridescens)

A gőték kétéltűek egy csoportjának a megnevezése, nem tekinthető precíz rendszertani kategóriának. Magyar nyelvterületen a farkos kétéltűek rendjébe tartozó, inkább vízi életmódot folytató fajokra (a szárazföldi fajok elnevezése: szalamandrák), továbbá a lábatlan kétéltűek rendjének összes fajára (a gilisztagőtékre és féreggőtékre) használatos elnevezés – más nyelvterületeken azonban más-más besorolást kaphat ugyanaz a faj. Az Ambystoma mexicanum fajt például magyarul mexikói gőtének, németül mexikói szalamandrának, angolul pedig mexikói sétáló halnak nevezik.

## Rendszerezésük
A Magyarországon honos gőtefajok (valamennyi védett): 
Lissotriton 
- pettyes gőte (Lissotriton vulgaris)
- kárpáti gőte (Lissotriton montandoni)

Tarajosgőték (Triturus)
- közönséges tarajosgőte (Triturus cristatus)
- dunai tarajosgőte (Triturus dobrogicus)
- alpesi tarajosgőte (Triturus carnifex)

Ichtyosaura
- alpesi gőte (Ichtyosaura alpestris)

## További információ
- Gőtelap: Gőtékről általában